# A.C.E (nhóm nhạc Hàn Quốc)
A.C.E (tiếng Hàn: 에이스  ) là một nhóm nhạc nam Hàn Quốc được thành lập bởi BEAT Interactive và đồng quản lý với Swing Entertainment. A.C.E là viết tắt của từ Adventure Calling Emotion, có nghĩa Chuyến thám hiểm gợi lên cảm xúc. Nhóm bao gồm năm thành viên: Jun, Donghun, Wow, Kim Byeongkwan và Chan. Nhóm ra mắt vào ngày 23 tháng 5 năm 2017, với đĩa đơn " Cactus ".

## Ý nghĩa tên gọi
A.C.E là viết tắt của  Adventure Calling Emotion, có nghĩa là "Chuyến thám hiểm gợi lên cảm xúc". Với gu âm nhạc cá tính cùng vũ đạo sắc bén, A.C.E sẽ là cuộc phiêu lưu gợi dậy nguồn cảm xúc mãnh liệt. Ngoài ra, A.C.E (đọc là ace), cũng có ý nghĩa nhóm sẽ trở thành "ace of Kpop" - át chủ bài của Kpop trong tương lai.
Ngày 23 tháng 5 năm 2017, A.C.E chính thức debut với đĩa đơn "Cactus ", BEAT Interactive công bố tên fanclub chính thức của A.C.E là Choice.

## Lịch sử

### Trước khi ra mắt
Jun từng thực tập tại Jellyfish Entertainment cùng với VIXX trước khi chuyển sang CJ E&M. Anh ấy từng xuất hiện trên Mnet 's I Can See Your Voice với vẻ ngoài giống hệt Kangta.
Donghun đã tham gia cuộc thi Superstar K5 trước khi trở thành thực tập sinh của CJ E&M, từng ra mắt trong nhóm nhạc tên Plan B và sau đó xuất hiện trên I Can See Your Voice, giành chiến thắng trong tập và nhận được nhiều lời khen ngợi từ JB của GOT7.
Wow từng thực tập tại YG Entertainment cùng với Winner  trước khi chuyển đến CJ E&M, nơi anh gặp Jun và Donghun.
Kim Byeongkwan đã tham gia phần 1 của K-pop Star nhưng đã bị loại trong vòng casting cuối cùng. Anh ấy cũng được đào tạo dưới trướng của JYP Entertainment cùng với Chan.
Chan từng xuất hiện trong MV "Like Ooh Aah" của TWICE.
A.C.E đã ghi hình nhiều video cover, video nhảy - hát cùng với việc thực hiện busking trên đường phố ở Hàn Quốc trong suốt thời gian chuẩn bị debut. Nổi bật trong số đó là bản cover "Playing with Fire" và "Stay" của BLACKPINK.

### 2017–2018:Cactus,Callin, vàA.C.E Adventures in Wonderland
Vào ngày 23 tháng 5 năm 2017, A.C.E phát hành đĩa đơn đầu tay Cactus - một bài hát thuộc thể loại Hardstyle do Zoobeater Sound sản xuất.
A.C.E phát hành album đơn thứ hai Callin' vào ngày 19 tháng 10 năm 2017.
Cuối năm 2017, nhóm chia đôi đội hình để đi thi 2 show sống còn The Unit và Mix Nine. Cụ thể, Jun và Chan đi thi The Unit, Donghun, Wow và Jason (tên khi đó của Kim Byeongkwan) đi thi Mix Nine. Kết quả cuối cùng, thành viên Chan được debut cùng với nhóm chiến thắng của The Unit là UNB  sau khi giành được vị trí thứ 9 trong chương trình, debut ngày 7 tháng 8 năm 2018.
Hai thành viên Kim Byeongkwan và Donghun lần lượt giành được vị trí thứ 4 và 8 trong chương trình sống còn Mix Nine vào tháng 1 năm 2018. Đáng lẽ họ đã được ra mắt trong một nhóm nhạc nam thời vụ, nhưng đã bị hủy debut vào cuối năm đó.
Vào ngày 15 tháng 3 năm 2018, nhóm đã phát hành một đĩa đơn đặc biệt mang tên "5TAR (Incompletion)", với bài hát như một món quà  cho người hâm mộ sau thời gian gián đoạn ngắn để tham gia The Unit và Mix Nine. Các thành viên đã tham gia vào quá  trình viết lời bài hát.
Ngày 7 tháng 6 năm 2018, A.C.E đã phát hành album repackaged của họ, A.C.E Adventures in Wonderland, với ca khúc chủ đề "Take Me Higher".  Thành viên Chan của nhóm đã không tham gia vào album này do các hoạt động quảng bá với nhóm nhạc nam tạm thời UNB.
MV "Take Me Higher" của A.C.E đã xuất hiện trong phim Day Shift (2022) của Netflix tại cửa hàng cầm đồ của nhân vật Troy.
A.C.E đã hợp tác lần đầu với DJ người Pháp Hcue cho ca khúc "I Feel So Lucky" được phát hành vào ngày 14 tháng 9 năm 2018, mang hơi hướng âm nhạc Moombahton kết hợp với các yếu tố K-pop.

### 2019–2020:Under Cover,Under Cover: The Mad Squad, vàHJZM: The Butterfly Phantasy
Vào ngày 17 tháng 5 năm 2019, A.C.E phát hành mini album thứ hai Under Cover với ca khúc chủ đề cùng tên.
Bài hát này đã trở thành một trong những bài hát nổi bật nhất của A.C.E, với tạo hình ấn tượng, dòng nhạc bắt tai và vũ đạo sắc bén.
A.C.E đã phát hành mini album thứ ba của họ, Under Cover: The Mad Squad vào ngày 29 tháng 10 năm 2019, với ca khúc chủ đề "삐딱선 (Savage)".
Cũng trong khoảng thời gian này, A.C.E đã thực hiện tour diễn thế giới "To be an ACE" tại Châu Âu và Mỹ Latin, "UNDER COVER AREA: US" tại khu vực Mỹ và VOV Super Concert tại sân vận động Mỹ Đình, Hà Nội, Việt Nam.
Vào ngày 10 tháng 2 năm 2020, A.C.E vinh dự được diễn tại Oscars 2020 After-party, buổi chúc mừng thành công phim Parasite của đạo diễn Bong Joon-ho. Nhóm đã đem tới những màn trình diễn chất lượng, với những vũ đạo khó đặc trưng cùng khả năng hát live tốt. A.C.E đã trở thành một trong những điều bất ngờ của buổi Oscars 2020 After-party.
Ngày 2 tháng 9 năm 2020, A.C.E phát hành mini album thứ tư của họ, HJZM: The Butterfly Phantasy, với ca khúc chủ đề "도깨비 (Favorite Boys)". Album là sự kết hợp độc đáo giữa văn hóa truyền thống của Hàn Quốc với hình ảnh và âm nhạc điện tử hiện đại, sôi động. Lấy ý tưởng từ truyền thuyết dân gian của người Hàn Quốc, A.C.E đã trở thành những chàng "yêu tinh" đầy cuốn hút. Cũng trong album lần này, bộ ảnh dưới nước của hai thành viên Jun và Chan đã gây sốt ở khắp các trang mạng xã hội.
Bài hát Clover được sáng tác bởi thành viên Jun như một món quà gửi tới các fan của nhóm, với lời nhắn các fan chính là "clover" của A.C.E.
Ngày 18 tháng 12 năm 2020, A.C.E đã ký kết với Asian Agent với mục tiêu quản lý cho hoạt động của A.C.E trên toàn cầu.
Ngày 8 tháng 1 năm 2021, A.C.E đã phát hành bản phối lại bài hát Favorite Boys của DJ người Mỹ Steve Aoki, với sự góp mặt của rapper người Mỹ gốc Nigeria Thutmose, được đổi lại thành "Fav Boyz" .

### 2021 – 2022: Collab cùng nghệ sĩ quốc tế,Siren: Dawn, Changer: Dear Erisvà nhập ngũ
Vào ngày 5 tháng 2 năm 2021, có thông báo rằng Swing Entertainment sẽ đồng quản lý A.C.E cùng với Beat Interactive. Swing Entertainment sẽ phụ trách các lần xuất hiện trên sóng truyền hình trong nước của nghệ sĩ, trong khi BEAT Interactive phụ trách sản xuất, tiếp thị toàn cầu, quản lý chăm sóc nghệ sĩ và tiếp thị người hâm mộ.
Ngày 16 tháng 4 năm 2021, A.C.E phát hành đĩa đơn hợp tác "Down", có sự góp mặt của Grey. Thành viên Wow được thông báo rằng cần nghỉ ngơi để điều trị chứng rối loạn lo âu nên đã không thể tham gia vào MV, nhưng vẫn góp giọng trong bản thu âm. "Down" đã được lọt vào nhiều playlist do Spotify tạo.
A.C.E phát hành mini album thứ năm Siren: Dawn vào ngày 23 tháng 6 năm 2021, với ca khúc chủ đề "Higher". Album là một sự kết hợp đặc biệt giữa hình ảnh, tôn giáo phương Đông và phương Tây dựa trên thuyết tiên cá. INTRO Miserere Mei Deus được hình thành dựa trên Psalm 51, bài hát Atlantis được sáng tác bởi thành viên Kino của nhóm Pentagon.
Đặc biệt hơn, bài hát Story được sáng tác bởi thành viên Donghun, viết lời bởi Donghun và Chan, là một món quà chứa đầy tình cảm của các thành viên gửi tới Choice - fan của nhóm.
Album Siren:Dawn đã đánh dấu một cột mốc mới của A.C.E khi lần đầu tiên ca khúc chủ đề Higher xuất hiện ở các BXH MelOn, Bugs. Album Siren:Dawn cũng đã đứng đầu iTunes nhiều nước, trong đó có iTunes worldwide.
A.C.E đã thể hiện sự ủng hộ của nhóm với cộng đồng LGBTQ+ thông qua việc ra mắt ca khúc Spark làm nhạc phim cho drama boy-love "Light On Me". Ngoài ra, trưởng nhóm Jun đã xác nhận xuất hiện với tư cách vai chính trong bộ phim cổ trang boy-love "Tinted with you" được lên sóng ngày 23 tháng 12 năm 2021.
Ngày 20 tháng 8 năm 2021, thành viên Wow nhận được giấy gọi nhập ngũ và xác nhận sẽ chính thức nhập ngũ với tư cách là nhân viên phục vụ cộng đồng vào ngày 10 tháng 9 năm 2021. Thành viên Donghun cũng chính thức nhập ngũ vào ngày 23 tháng 9 năm 2021 với tư cách nhân viên phục vụ cộng đồng.
Ngày 2 tháng 9 năm 2021, A.C.E chính thức comeback với đội hình 5 người trước khi 2 thành viên Wow và Donghun nhập ngũ với album repackage Changer:Dear Eris.
Ngày 7 tháng 2 năm 2022, thành viên Jun chính thức nhập ngũ tại đơn vị lục quân Hàn Quốc.
Ngày 11 tháng 4 năm 2022, thành viên Kim Byeongkwan chính thức nhập ngũ đơn vị KATUSA.
Ngày 16 tháng 8 năm 2022, thành viên Chan chính thức nhập ngũ tại đơn vị lục quân Hàn Quốc.

### 2023 - 2024: Trở lại sau nhập ngũ vớiEffortless,My Girl: My Choice,Supernatural,US Tourvà các hoạt động dày đặc
Ngày 9 tháng 6 năm 2023, thành viên Wow chính thức xuất ngũ, trở thành thành viên đầu tiên của A.C.E hoàn thành nghĩa vụ quân sự. Ngày 23 tháng 6 cùng năm, Donghun cũng đã hoàn thành nghĩa vụ quân sự với tư cách là nhân viên phục vụ cộng đồng.
Ngày 6 tháng 8 năm 2023, thành viên Jun hoàn thành nghĩa vụ sau khi đóng quân tại biên giới, đổi nghệ danh thành tên thật là Park Junhee.
Ngày 10 tháng 10 năm 2023, thành viên Kim Byeongkwan xuất ngũ KATUSA, là idol thứ 2 trong lịch sử hoàn thành nghĩa vụ tại đơn vị này.
Sau khi Kim Byeongkwan trở về, ngày 7 tháng 11 năm 2023, A.C.E ra mắt đĩa đơn Effortless với sáng tác của ca nhạc sĩ Etham. 
Ngày 11 tháng 11 năm 2023, 4 thành viên A.C.E đã tổ chức fancon Overturn nhằm đánh dấu sự trở lại của họ sau khoảng thời gian nhập ngũ.

## Các thành viên
Ghi chú: Trưởng nhóm được in đậm.
| Nghệ danh      | Nghệ danh | Tên khai sinh  | Tài khoàn Instagram | Ngày sinh                      | Vai trò                                | Màu đại diện | Nơi sinh              |
| Latin          | Hangul    | Latin          | Tài khoàn Instagram | Ngày sinh                      | Vai trò                                | Màu đại diện | Nơi sinh              |
| -------------- | --------- | -------------- | ------------------- | ------------------------------ | -------------------------------------- | ------------ | --------------------- |
| Lee Donghun    | 이동훈    | Lee Donghun    | @dhl2e              | 28 tháng 2 năm 1993 (32 tuổi)  | Main vocalist                          |              | Gyeonggi-do, Hàn Quốc |
| Wow            | 와우      | Kim Sehyoon    | @5ehyoon            | 15 tháng 5 năm 1993 (32 tuổi)  | Main rapper, main dancer, sub vocalist |              | Jeolla-do, Hàn Quốc   |
| Park Junhee    | 박준희    | Park Junhee    | @ocean__park        | 02 tháng 6 năm 1994 (31 tuổi)  | Leader, lead vocalist, lead dancer     |              | Suncheon, Hàn Quốc    |
| Kim Byeongkwan | 김병관    | Kim Byeongkwan | @k_13_lx            | 13 tháng 8 năm 1996 (27 tuổi)  | Main dancer, main rapper, sub vocalist |              | Yongsan, Hàn Quốc     |
| Kang Yuchan    | 강유찬    | Kang Yuchan    | @chan_fficial       | 31 tháng 12 năm 1997 (27 tuổi) | Main vocalist, maknae                  |              | Jeju, Hàn Quốc        |

### Unit nhỏ
Jun & Wow: Unit Black and Blue
Donghun & Kim Byeongkwan: Unit Dessert

## Danh sách đĩa nhạc

### Album repackaged
| Tên                            | Chi tiết album | Thứ hạng đạt được trên các BXH | Thứ hạng đạt được trên các BXH | Doanh số      |
| Tên                            | Chi tiết album | KOR                            | MỸTHẾ GIỚI                     | Doanh số      |
| ------------------------------ | --- | ------------------------------ | ------------------------------ | ------------- |
| A.C.E Adventures in Wonderland | - Phát hành: 7 tháng 6, 2018 - Công ty phát hành: Beat Interactive - Định dạng: CD, nhạc số Track listing 1. "Cactus" (선인장) 2. "Callin'" 3. "Black and Blue" 4. "Take Me Higher" 5. "Dessert" 6. "5TAR (Incompletion)" 7. "Cactus" (선인장) (Inst.) 8. "Callin'" (Inst.) 9. "5TAR (Incompletion)" (Inst.)                                            | 6                              | -                              | - KOR: 19,984 |
| Changer:Dear Eris              | - Phát hành: 2 tháng 9, 2021 - Labels: Beat Interactive, Swing Entertainment - Định dạng: CD, nhạc số Track listing 1. "INTRO: Revolutions" 2. "Changer" 3. "Black and Blue (Complete ver.)" 4. "Down (Kor ver.)" 5. "Talk you down (해주고 싶은 한마디)" 6. "Jindo Arirang (Prequel)" 7. "CACTUS (Eng ver.)" 8. "CACTUS (Remix ver.)" 9. "Remember us" | -                              | -                              | - KOR: 36,284 |

### Mini Album
| Tên                          | Chi tiết EP | Thứ hạng trên BXH | Thứ hạng trên BXH | Doanh số      |
| Tên                          | Chi tiết EP | KOR               | MỸTHẾ GIỚI        | Doanh số      |
| ---------------------------- | --- | ----------------- | ----------------- | ------------- |
| Under Cover                  | - Phát hành: 17 tháng 5, 2019 - Công ty phát hành: Beat Interactive - Định dạng: CD, nhạc số Track listing 1. "Do It Like Me" 2. "Under Cover" 3. "Mr. Bass" 4. "If You Heard" 5. "5TAR" (CD only)                                        | 8                 | 9                 | - KOR: 29,812 |
| Under Cover: The Mad Squad   | - Phát hành: 29 tháng 10, 2019 - Công ty phát hành: Beat Interactive - Định dạng: CD, nhạc số Track listing 1. "Intro: Escape" 2. "Savage" (삐딱선) 3. "Slow Dive" 4. "So Sick" (나쁜말) 5. "Holiday" 6. "Take Me Higher" (Complete Ver.) | 7                 | -                 | - KOR: 39,616 |
| HJZM: The Butterfly Phantasy | - Phát hành: 2 tháng 9, 2020 - Công ty phát hành: Beat Interactive - Định dạng: CD, nhạc số Track listing 1. "Golden Goose" 2. "Favorite Boys" (도깨비) 3. "Baby Tonight" (황홀경) (恍惚境) 4. "Stand by You" (편지를 써) 5. "Clover"     | 4                 | -                 | - KOR: 61,969 |
| Siren: Dawn                  | - Phát hành: 23 tháng 6, 2021 - Labels: Beat Interactive, Swing Entertainment - Định dạng: CD, nhạc số Track listing 1. "Intro: Miserere Mei Deus (We Fell Down)" 2. "Atlantis" 3. "Higher" 4. "Chasing Love" 5. "Story"                  | 2                 | -                 | - KOR: 74,880 |
| My Girl: "My Choice"         | - Phát hành: 22 tháng 2, 2024 - Labels: Beat Interactive - Định dạng: CD, nhạc số Track listing 1. "Effortless" 2. "My Girl" 3. "Angel" 4. "Facetime" 5. "Effortless (Eng ver.)"                                                          |                   |                   |               |

### Đĩa đơn
| Tên            | Chi tiết album                                                                   | Thứ hạng trên BXH | Doanh số     |
| Tên            | Chi tiết album                                                                   | KOR               | Doanh số     |
| -------------- | -------------------------------------------------------------------------------- | ----------------- | ------------ |
| Cactus         | - Phát hành: 23 tháng 5, 2017 - Nhãn: Beat Interactive - Định dạng: CD, nhạc số  | 24                | - KOR: 900   |
| Callin'        | - Phát hành: 18 tháng 10, 2017 - Nhãn: Beat Interactive - Định dạng: CD, nhạc số | 28                | - KOR: 1.000 |
| Effortless     | - Phát hành: 7 tháng 11, 2023 - Nhãn: Beat Interactive - Định dạng: Nhạc số      |                   |              |
| Angel          | - Phát hành: 16 tháng 11, 2023 - Nhãn: Beat Interactive - Định dạng: Nhạc số     |                   |              |
| Christmas Love | - Phát hành: 16 tháng 12, 2023 - Nhãn: Beat Interactive - Định dạng: Nhạc số     |                   |              |
| Supernatural   | - Phát hành: 31 tháng 05, 2024 - Nhãn: Beat Interactive - Định dạng: Nhạc số     |                   |              |

### Bài hát chủ đề
| Title                         | Năm phát hành | Thứ hạng trên BXH | Thứ hạng trên BXH | Doanh thu | Album                              |
| Title                         | Năm phát hành | KOR Gaon          | US World          | Doanh thu | Album                              |
| Korean                        | Korean        | Korean            | Korean            | Korean    | Korean                             |
| ----------------------------- | ------------- | ----------------- | ----------------- | --------- | ---------------------------------- |
| "Cactus" (선인장; Seoninjang) | 2017          | —                 | 21                | N/A       | A.C.E Adventures in Wonderland     |
| "Callin'"                     | 2017          | —                 | —                 | N/A       | A.C.E Adventures in Wonderland     |
| "5TAR (Incompletion)"         | 2018          | —                 | —                 | N/A       | A.C.E Adventures in Wonderland     |
| "Take Me Higher"              | 2018          | —                 | 15                | N/A       | A.C.E Adventures in Wonderland     |
| "Under Cover"                 | 2019          | —                 | 23                | N/A       | Under Cover                        |
| "Savage" (삐딱선)             | 2019          | —                 | —                 | N/A       | Under Cover: The Mad Squad         |
| "Favorite Boys" (도깨비)      | 2020          | —                 | —                 | N/A       | HJZM: The Butterfly Phantasy       |
| "Higher"                      | 2021          | —                 | —                 | N/A       | Siren: Dawn                        |
| "Changer"                     | 2022          | —                 | —                 | N/A       | Changer:Dear Eris                  |
| "Effortless"                  | 2023          | —                 | —                 | N/A       | Effortless                         |
| "My Girl"                     | 2024          | —                 | —                 | N/A       | My Girl: "My Choice"               |
| "Supernatural"                | 2024          | —                 | —                 | N/A       | Supernatural                       |
| Japanese                      |               |                   |                   |           |                                    |
| "All I Want Is You"           | 2019          | —                 | —                 | N/A       | Không nằm trong album/ singles nào |
| "My Lover"                    | 2020          | —                 | —                 | N/A       | Không nằm trong album/ singles nào |
| "Dear My You"                 | 2024          | —                 | —                 | N/A       | Dear My You                        |

### Hợp tác
| Title             | Năm phát hành | Nghệ sĩ                                         | Thứ hạng trên BXH | Thứ hạng trên BXH |
| Title             | Năm phát hành | Nghệ sĩ                                         | KOR Gaon          | US World          |
| ----------------- | ------------- | ----------------------------------------------- | ----------------- | ----------------- |
| "Tonight"         | 2016          | Jang Won Ki feat. A.C.E (Donghun)               | —                 | —                 |
| "I Feel So Lucky" | 2018          | Hcue feat. A.C.E                                | —                 | —                 |
| "Sincerity"       | 2019          | So feat. A.C.E (Chan)                           | —                 | —                 |
| "First Love"      | 2020          | Hong Chang Woo feat. A.C.E (Jun, Donghun, Chan) | —                 | —                 |
| "Fav Boyz"        | 2021          | A.C.E feat. Steve Aoki vàThutmose               | —                 | 4                 |
| "Down"            | 2021          | A.C.E feat. Grey                                | —                 | —                 |
| "Hope, Fade Away" | 2021          | Zeun J feat. A.C.E (Donghun)                    | —                 | —                 |
| "Christmas Love"  | 2021          | A.C.E, Son Ho Young (SHY), Forestella           | —                 | —                 |

### Nhạc phim
| Title                           | Năm phát hành | Album                              |
| ------------------------------- | ------------- | ---------------------------------- |
| "Maybe" (어쩌면)                | 2018          | My Healing Love OST                |
| "The Beginning" (시작)          | 2019          | Beautiful Love, Wonderful Life OST |
| "Where You Are"                 | 2020          | The Game: Towards Zero OST         |
| "Still Love"                    | 2020          | How to Buy a Friend OST            |
| "Show Your Heart" (너를 보여줘) | 2020          | Welcome (TV series) OST            |
| "I'm Me"                        | 2020          | Twenty-Twenty OST                  |
| "Where Are You"                 | 2020          | Kairos OST                         |
| "Something" (어떻게 할까?)      | 2021          | Sometoon 2021 OST                  |
| "Is It Just Me?" (썸썸한 사이?) | 2021          | Sometoon 2021 OST                  |
| "Spark"                         | 2021          | Light On Me OST                    |
| "Buzzer Beater"                 | 2022          | Tracer OST                         |
| "Catch Your Attention"          | 2022          | Mimicus OST                        |
| "Alone"                         | 2024          | Jazz for Two OST                   |

## Tour và Concert

### World tours
- To Be An ACE (2018-2019)

- UNDER COVER: Area in Canada (2019)
- UNDER COVER: Area in US (2019)
- Rewind Us: US Tour (2024)

### Concert
- UNDER COVER: Area No.1 Korea (2019)

### Fancon
- Sweet Fantasy (2018)
- Overturn (2023)

### Online Concert
- The Butterfly Phantasy (2020)
- Siren's Call (2021)

### Fanmeeting
- Home Sweet A.C.E (2024)

## Tham gia diễn xuất

### Phim truyền hình
| Năm phát hành | Kênh | Title                 | Vai diễn                                                           | Tham khảo     |
| ------------- | ---- | --------------------- | ------------------------------------------------------------------ | ------------- |
| 2017          | JTBC | Hello, My Twenties! 2 | Một thành viên của nhóm nhạc thần tượng The Fifth Column           | [ 30 ]        |
| 2020          | KBS2 | Zombie Detective      | Jun và Chan đóng vai nhân viên part-time tại một cửa hàng Gopchang | [ 31 ] [ 32 ] |

### Web-drama
| Năm phát hành | Tên phim        | Người đóng                | Vai diễn    |
| ------------- | --------------- | ------------------------- | ----------- |
| 2020          | Twenty- Twenty  | Chan                      | Son Bohyun  |
| 2021          | Be my boyfriend | Kim Byeongkwan            | Oh Bawool   |
| 2021          | Sometoon        | Jun, Kim Byeongkwan, Chan |             |
| 2021          | Tinted with you | Jun                       | Eunho       |
| 2022          | Mimicus         | Chan                      | Bang Yuchan |

## Các hoạt động khác

### Phát sóng truyền hình
| Năm         | Đài truyền hình         | Chương trình                          | Thành viên tham gia          | Xuất hiện với tư cách | Ghi chú                                                                          |
| ----------- | ----------------------- | ------------------------------------- | ---------------------------- | --------------------- | -------------------------------------------------------------------------------- |
| 2011        | SBS                     | K-pop Star (chương trình truyền hình) | Kim Byeongkwan               | Great Praise          |                                                                                  |
| 2013        | Mnet (kênh truyền hình) | Superstar K                           | Donghun                      | Plan B                | Top 10                                                                           |
| 2017        | Mnet (kênh truyền hình) | I can see your voice                  | Donghun                      | GOT2                  | Tập 4, khách mời GOT7                                                            |
| 2017        | Mnet (kênh truyền hình) | I can see your voice                  | Jun                          | Suncheon Gangta       | Tập 7, khách mời H.O.T Kangta                                                    |
| 2017        | KS2                     | The Unit                              | Jun, Chan                    | Thí sinh              | Jun dừng chân tại vị trí 27. Chan debut cùng UNB (nhóm nhạc)                     |
| 2017        | jTBC                    | MIXNINE                               | Donghun, Wow, Kim Byeongkwan | Thí sinh              | Cả 3 thành viên đều được vào chung kết. Kim Byeongkwan và Donghun lọt vào top 9. |
| 2020        | jTBC                    | Idol Wonderland                       | Chan                         | MC                    |                                                                                  |
| 2020 - 2021 | Arirang TV              | Pops in Seoul                         | Kim Byeongkwan               | MC                    |                                                                                  |
| 2021 - 2022 | Arirang TV              | After School Club                     | Kim Byeongkwan               | MC                    | MC khách mời tập 473 và 482 MC chính thức từ tập 487 đến tập 515                 |
| 2024        | Mnet (kênh truyền hình) | Build Up (빌드업)                     | Lee Donghun                  | Thí sinh              | Top Tier team Don't Go, Don't Go Lọt vào chung kết cùng team DongUpJaDeul        |
| 2024        | KBS                     | Immortal Song                         | A.C.E                        | Thí sinh              |                                                                                  |

### Show giải trí
| Năm  | Chương trình                             | Thành viên tham gia | Nền tảng phát sóng |
| ---- | ---------------------------------------- | ------------------- | ------------------ |
| 2019 | A.C.E Room of Solitude                   | Jun & Chan          | Youtube            |
| 2019 | Extremely A.C.E                          | Tất cả              | Youtube            |
| 2019 | A.C.E. Project: Chuja Island with A.C.E. | Tất cả              | MBC                |
| 2020 | A.C.E On the road                        | Tất cả              | Youtube            |

## Giải thưởng và đề cử
| Năm  | Lễ trao giải                 | Hạng mục                                | Kết quả    | Tham khảo. |
| ---- | ---------------------------- | --------------------------------------- | ---------- | ---------- |
| 2017 | SBS PopAsia Awards           | Tân binh của năm                        | Thắng giải | [ 33 ]     |
| 2018 | StarHub Night of Stars       | Giải thưởng cho người mới xuất sắc nhất | Thắng giải | [ 34 ]     |
| 2019 | The Fact Music Awards        | Giải thưởng Ngôi sao đang lên           | Thắng giải | [ 35 ]     |
| 2019 | Soribada Best K-Music Awards | Giải thưởng nghệ sĩ mới                 | Thắng giải | [ 36 ]     |
| 2020 | Global GAIA Service Award    | Giải thưởng Ngôi sao Thế giới           | Thắng giải | [ 37 ]     |
| 2020 | APAN Music Awards            | Ngôi sao Hallyu toàn cầu được lựa chọn  | Thắng giải | [ 38 ]     |